# Ильковичи (Львовская область)
Ильковичи (укр. Ільковичі) — село в Сокальской городской общине Шептицкого района Львовской области Украины.
Население по переписи 2001 года составляло 623 человека. Занимает площадь 1,086 км². Почтовый индекс — 80026. Телефонный код — 3257.